# Radim Hladík
Radim Hladík (Prága, 1946. december 13. – Prága, 2016. december 4.) cseh gitáros, zeneszerző, a Blue Effect (Modrý Efekt) együttes tagja. 

## Pályafutása
Gyerekként tanult zongorázni, majd a prágai konzervatóriumban képezte magát. 15 évesen lett a Komety együttes gitárosa. Vladimír Mišíkkel együtt játszottak a The Matadorsban is, ahonnan 1968-ban kiléptek és létrehozták a Blue Effectet. Amikor Mišík otthagyta a zenekart, Hladík lett a vezetője.

## Diszkográfia
- 1968 – The Matadors (Supraphon, Artia)
- 1970 – Meditace (Supraphon, a Blue Effect együttessel)
- 1970 – Coniunctio (Supraphon, Artia, a Jazz Q-val)
- 1971 – Kingdom Of Life (Supraphon, a Meditace angol nyelvű változata).
- 1971 – Nová syntéza (Panton, Artia, a Blue Effecttel)
- 1972 – Zelená pošta (Opus)
- 1974 – Konstelace Josefa Vobruby a Václav Týfa (Supraphon)
- 1974 – Nová syntéza 2 (Panton).
- 1974 – Stůj břízo zelená (Supraphon)
- 1974 – A Benefit Of Radim Hladík (Supraphon, Artia)
- 1975 – Modrý efekt a Radim Hladík (Supraphon).
- 1976 – Vandrovali hudci (Supraphon)
- 1977 – Na druhom programe sna (Opus)
- 1977 – Svitanie (Opus)
- 1979 – Svět hledačů (Panton)
- 1981 – 33 (Supraphon)
- 1991 – Pánbu na poli (Reflex Records)
- 1991 – Comeback aneb Legendy českého rocku se vracejí (koncert) (Paseka)
- 1992 – Czech Masters Of Rock Guitars
- 1993 – Labutie piesne (Monitor)
- 1997 – Voliéra (Indies Records)
- 2000 – Modrý efekt & Radim Hladík (Sony Music, Bonton)
- 2003 – Howgh (Popron Music)
- 2004 – Beatová síň slávy (Supraphon)
- 2004 – Lidové balady ze sbírky Františka Sušila
- 2007 – Déjá vu (koncert) (Indies)

## Fordítás
- Ez a szócikk részben vagy egészben  a   Radím Hladik című angol Wikipédia-szócikk fordításán alapul.  Az eredeti cikk szerkesztőit annak laptörténete sorolja fel. Ez a jelzés csupán a megfogalmazás eredetét és a szerzői jogokat jelzi, nem szolgál a cikkben szereplő információk forrásmegjelöléseként.